# Callao (Missouri)
Callao és una població dels Estats Units a l'estat de Missouri. Segons el cens del 2000 tenia 291 habitants.

## Demografia
Segons el cens del 2000, Callao tenia 291 habitants, 117 habitatges, i 78 famílies. La densitat de població era de 224,7 habitants per km².
Dels 117 habitatges en un 24,8% hi vivien nens de menys de 18 anys, en un 55,6% hi vivien parelles casades, en un 7,7% dones solteres, i en un 32,5% no eren unitats familiars. En el 24,8% dels habitatges hi vivien persones soles el 12,8% de les quals corresponia a persones de 65 anys o més que vivien soles. El nombre mitjà de persones vivint en cada habitatge era de 2,49 i el nombre mitjà de persones que vivien en cada família era de 2,95.
Per edats la població es repartia de la següent manera: un 23,7% tenia menys de 18 anys, un 8,9% entre 18 i 24, un 24,7% entre 25 i 44, un 23,4% de 45 a 60 i un 19,2% 65 anys o més.
L'edat mediana era de 40 anys. Per cada 100 dones de 18 o més anys hi havia 88,1 homes.
La renda mediana per habitatge era de 24.659 $ i la renda mediana per família de 32.813 $. Els homes tenien una renda mediana de 22.500 $ mentre que les dones 15.125 $. La renda per capita de la població era de 12.573 $. Entorn del 18,7% de les famílies i el 26,1% de la població estaven per davall del llindar de pobresa.

## Poblacions més properes
El següent diagrama mostra les poblacions més properes.